# César Ferrando
César Ferrando Giménez (Tavernes de la Valldigna, 25 luglio 1959) è un allenatore di calcio ed ex calciatore spagnolo.
In attività giocava nel ruolo di centrocampista. Nel 2016 è stato richiamato dall'Albacete per la terza volta in carriera.

## Palmarès

### Giocatore

#### Competizioni internazionali
- Supercoppa UEFA: 1

Valencia: 1980

### Allenatore

#### Competizioni nazionali
- Segunda División B: 1

Gandía: 1999-2000
- Malaysia Super League: 1

Johor: 2014